# Jens Rohwer
Jens Jürgen Rohwer (Neumünster, 6 juli 1914 – Lübeck, 4 juni 1994) was een Duitse componist, muziekpedagoog, musicus en schrijver.
Hij werd met name bekend om zijn liederen en canons. Hij droeg de idealen van de Jeugdmuziekbeweging uit, het zelf zingen en spelen van volksmuziek door leken, en was een warm pleitbezorger van het zingen van historische volksliedjes.

## Levensloop

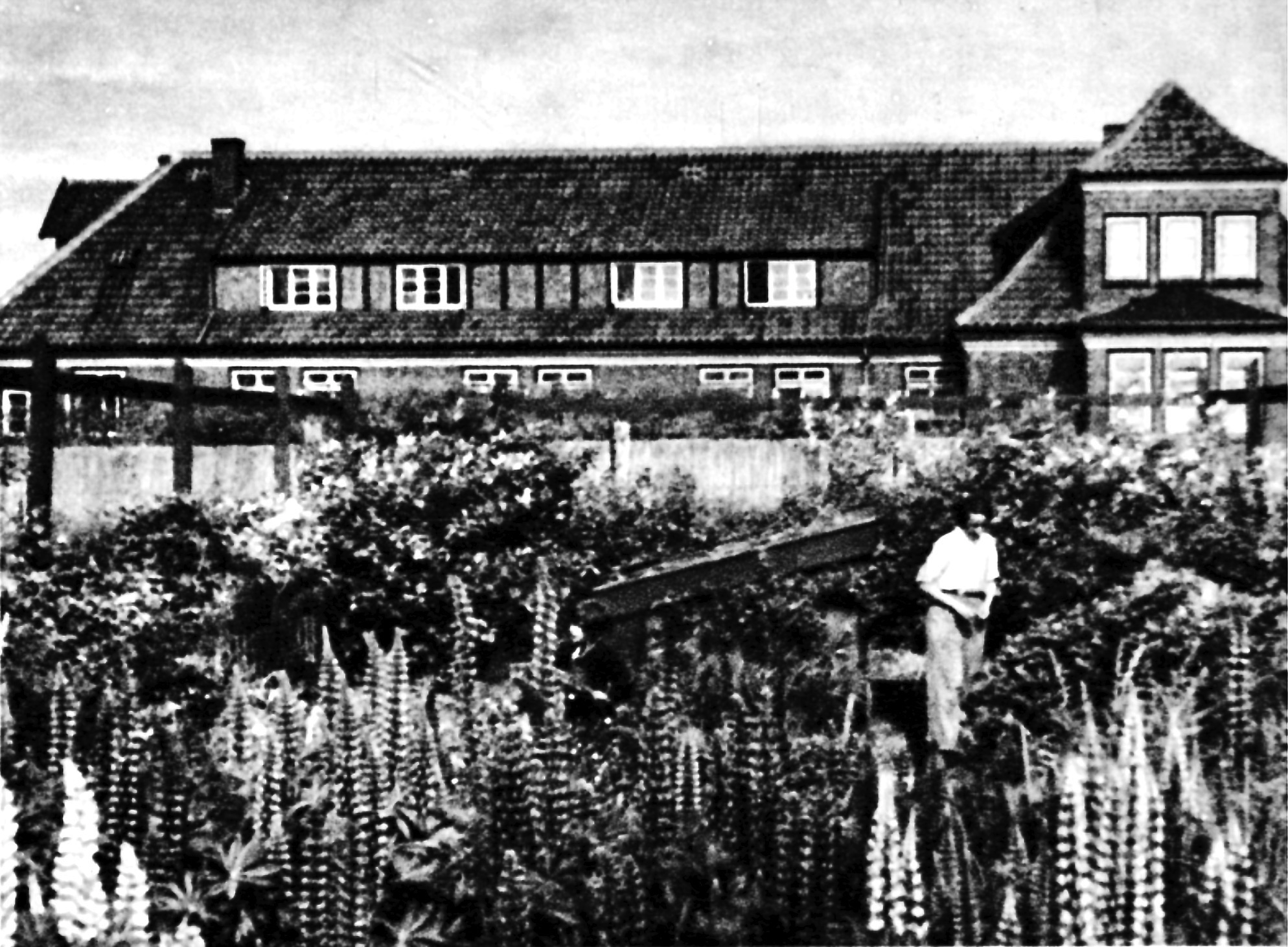
Jens Rohwer woonde van 1930 tot 1933 in Juist.

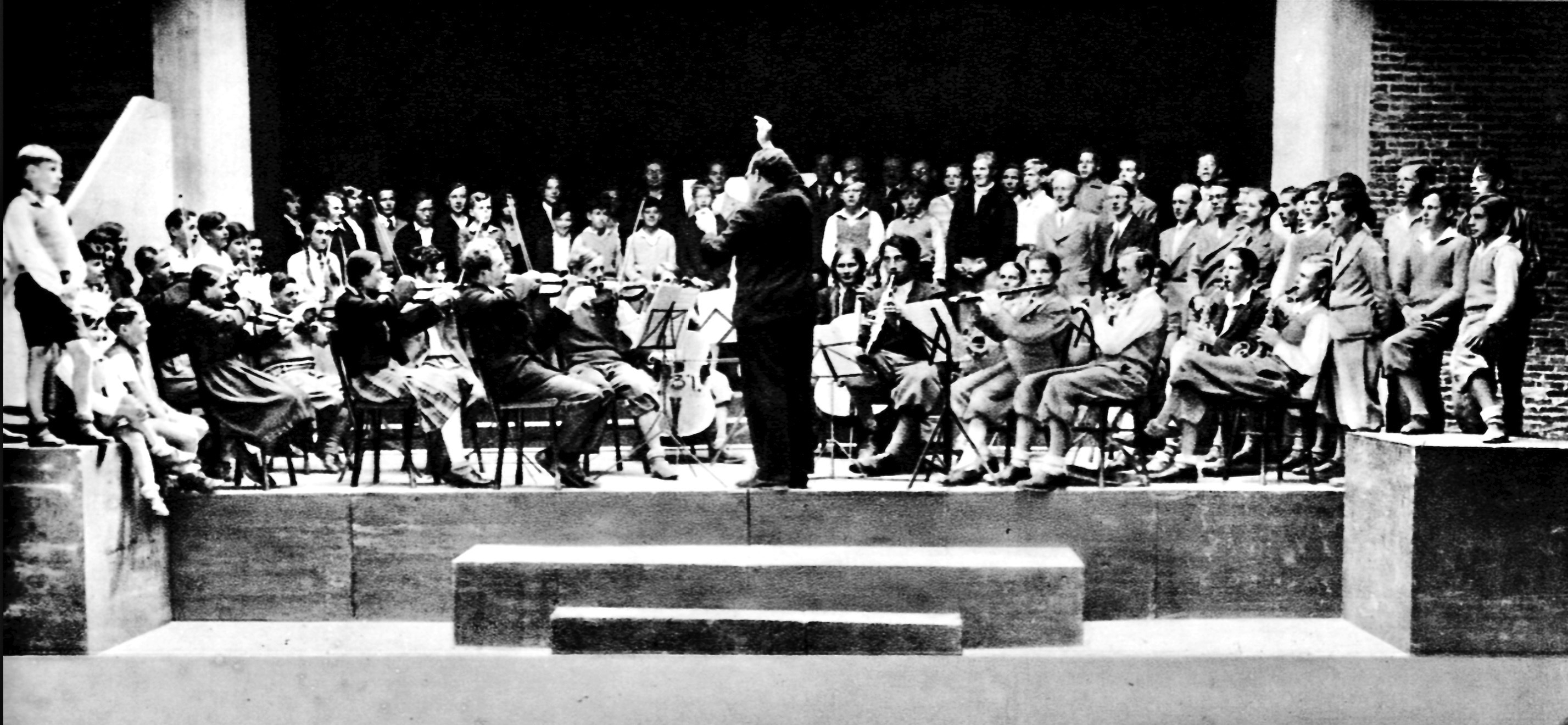
Uitvoering van het orkest van de Schule am Meer onder leiding van Eduard Zuckmayer (1931); Rohwer speelt hier viool.

Jens Rohwer was de zoon van Charlotte und Klaus Johann Heinrich Rohwer. Zijn vader speelde klavier en cello. Jens Rohwer trouwde op 30 september 1944 in Neumünster met Gabriele Carry Zimmermann (1918–1998). Zij kregen zes kinderen. 
Rohwer kreeg vanaf zijn negende vioolles en pianoles. Hij begon al in zijn kindertijd met componeren en mocht op elfjarige leeftijd zijn eigen pianosonate spelen voor professor Fritz Stein, die toen les gaf in Kiel.
Van 1930 tot 1933 volgde hij les aan de Schule am Meer, opgericht door Martin Luserke, vanuit de pedagogische idealen van de reformbeweging. Daar kreeg hij les van Eduard Zuckmayer en Kurt Sydow en hij leerde er de latere componiste Felicitas Kukuck kennen. Ook raakte hij er betrokken bij de Duitse Jeugdbeweging en de Jeugdmuziekbeweging, die hem sterk vormden.
Hierna studeerde hij Economie, met als ideaal om muziek en cultuur te integreren in grote ondernemingen. Zijn eerste compositie, de kindercantate Der kleine Klaus und der große Klaus (1933) werd uitgegeven door Voggenreiter Verlag in Potsdam. Deze uitgeverij, net als Bärenreiter, Kallmeyer en Möseler, was verbonden met de Duitse Jeugdbeweging. Hun uitgaven hadden grote invloed op de Bündische Jugend, en later ten tijde van het nationaalsocialisme, op de Bund Deutscher Mädel (BDM) en de Hitlerjugend (HJ). Deze laatste had bewust de gebruiken en tradities overgenomen van Jeugdbeweging. Maar de invloed werkte ook nog door op de naoorlogse jeugd in de Bondsrepubliek Duitsland in de jaren 1950-1960.

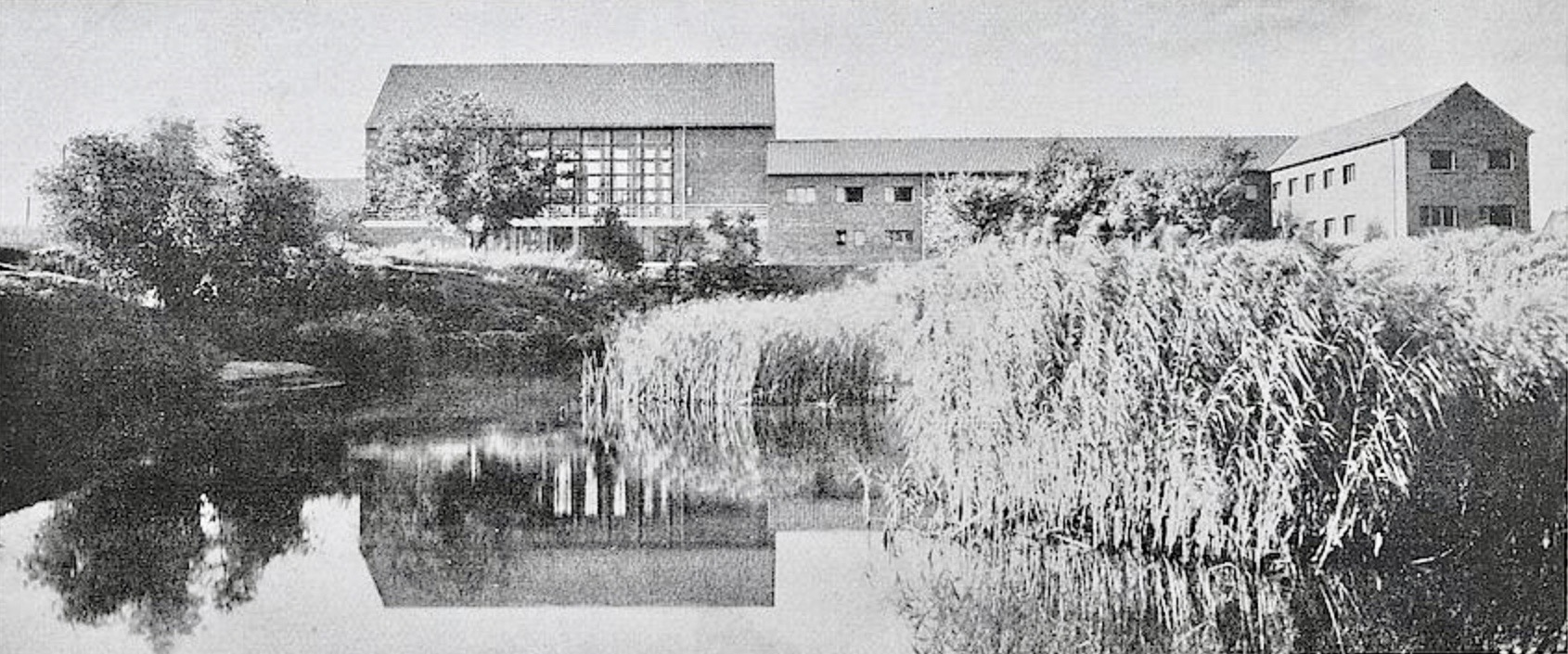
Rohwer studeerde in 1934-35 bij Georg Götsch in het Musikheim Frankfurt an der Oder.

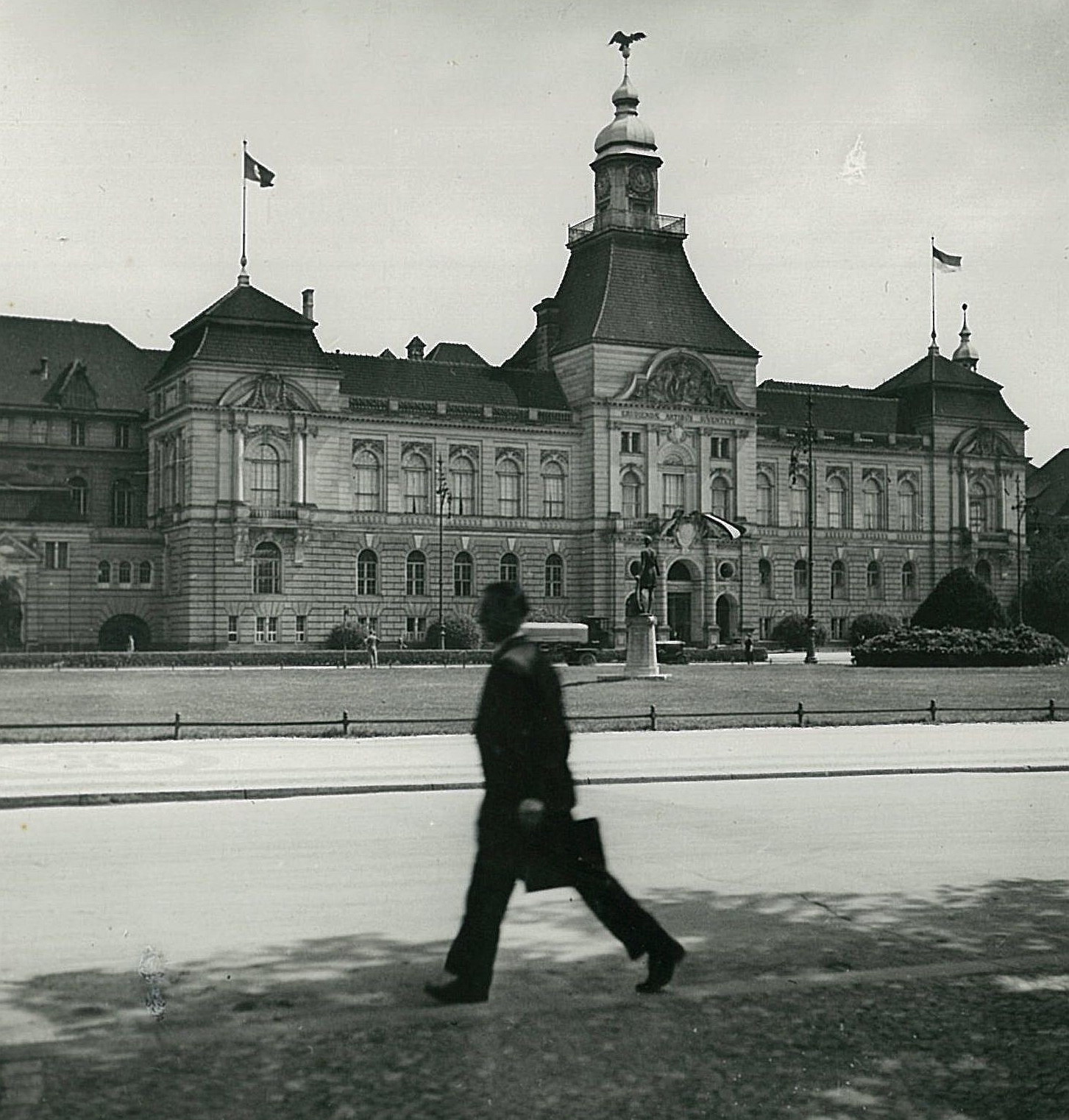
Vanaf 1936 studeerde Rohwer Schoolmuziek aan de Hochschule für Musik in Berlijn.

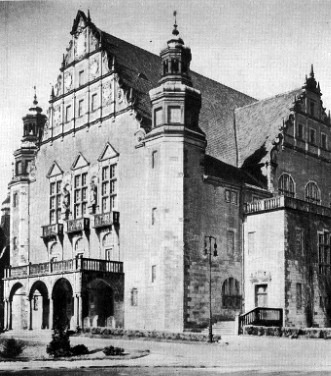
Tot 1945 studeerde Rohwer muziekwetenschap aan de Reichsuniversität Posen.

In 1934/35 studeerde Rohwer bij Georg Götsch in het Musikheim van Frankfurt an der Oder, die de vorming van de "muzikale mens" voorstond. Hier kwam hij Kurt Sydow weer tegen (die les had gegeven aan de Schule am Meer). Vervolgens studeerde hij Schoolmuziek bij Paul Hindemith en Heinrich Spitta aan de Hochschule für Musik in Berlijn.
Na zijn staatsexamen werd hij in 1938 opgeroepen voor militaire dienst. Hij raakte in 1941 ernstig gewond bij de Operatie Barbarossa. Tijdens zijn herstel kwam hij in contact met Fritz Jöde, een sleutelfiguur van de Duitse Jeugdmuziekbeweging en muziekpedagoog bij de Wandervogel. In deze periode componeerde Rohwer dertig liedjes voor piano met zelfgeschreven gedichten, gebaseerd op een vertelling van Adalbert Stifter.
In de jaren 1943-1945 gaf hij les aan de Universiteit van Poznan. Begin 1945 moest hij vluchten voor het oprukkende Rode Leger, naar zijn ouderlijke huis in Neumünster. Vanaf 1946 gaf hij les aan de Landesmusikschule Schleswig-Holstein in Lübeck op het vlak van compositie, klankcompositie en gehoortraining. Van 1955 tot 1971 was hij directeur van de Schleswig-Holsteinische Musikakademie und Norddeutsche Orgelschule.

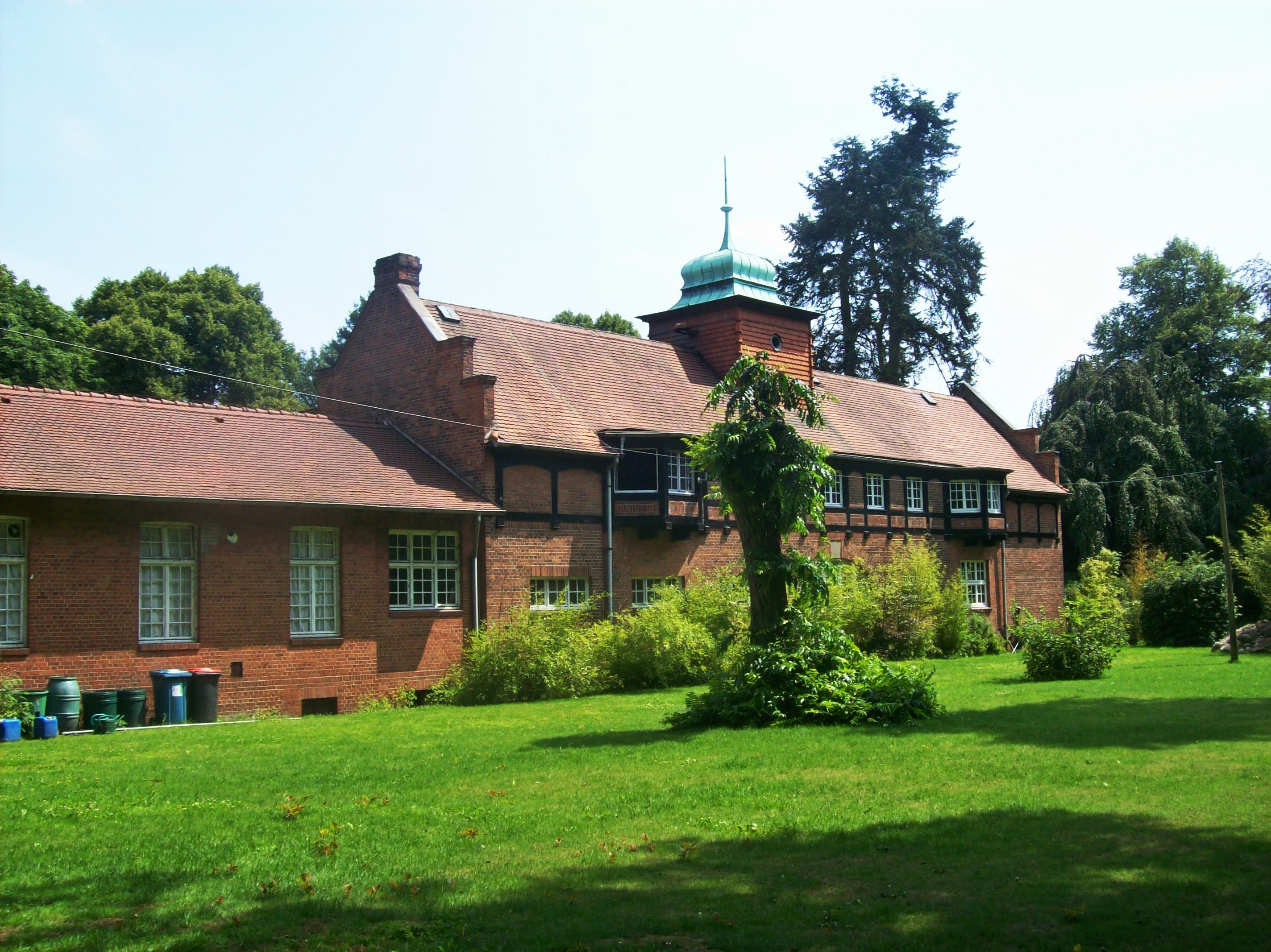
Rohwer werkte in de jaren 1950 bij Jugendhof Barsbüttel.

Ook in de jaren 1950 bleef hij het 'nieuwe jeugdlied' uitdragen. Hij probeerde daarbij de waarden van de Jeugdbeweging, vooral die van de Jeugdmuziekbeweging (met hun idealen van het spelen van volksmuziek door leken), te scheiden van de nazi-ideologie van de Volksgemeinschaft. Hij bleef een warm pleitbezorger voor het behoud en ook het blijven uitvoeren van oude en nieuwe volksliedjes.
Jens Rohwer promoveerde in 1958 op het proefschrift Der Sonanzfaktor im Tonsystem. Van 1972 tot 1980 was hij hoogleraar aan Musikhochschule in Lübeck. Op 20 februari 1993 werd hij daar ere-senator, als erkenning voor zijn bijzondere verdiensten. Op 4 juni 1994 overleed Jens Rohwer na een ernstige ziekte, enkele weken voor zijn 80e verjaardag.

## Werken (selectie)
Jens Rohwer was met name bekend om zijn liederen en canons, zoals het lied "Wer nur den lieben langen Tag…" (ook bekend onder de titel Das Jungbrunnenreich) en de canon 'Fa la la la la la la la la la la, musica' (gekenmerkt door de aanstekelijke melodie, over de vreugde van het zingen en muziek maken).
- Der kleine Klaus und der große Klaus. Singe-Spiel für Kinder, naar het sprookje van Andersen (Potsdam, 1934)
- Das Tagelied. Eine Chorsuite für gleiche Stimmen (Potsdam, 1944)
- Kleine Sonate für Violoncello (Bratsche) und Klavier (Potsdam, 1944)
- Der Mond ist aufgegangen. Motette für gemischten Chor, Sopran-Solo und Gemeinschaftsgesang (Wolfenbüttel, 1947)
- Kleine Serenade für Klavier zu vier Händen (Wilhelmshaven, 1953)
- Familienmusik. Sehr leichte bis leichte Spielweisen mit Singtexten, für c-Flöte (oder Geige) mit Begleitung von Klavier, Cembalo oder Streichtrio oder Fideltrio – nach Gefallen auch zum Singen (Wolfenbüttel, 1954)
- Sonate für Klarinette in B und Klavier (Wolfenbüttel, 1955)
- Das Wunschlied (Wolfenbüttel, 1956)
- Wach auf, wach auf, 's ist höchste Zeit. Choralkonzert aus 11 Versen in einem Satz für Streichorchester und gemischten Chor ad lib. (Wiesbaden, 1956)
- Perpetua. Leichte Sätze zu bekannten Volks- und Jugendliedern zum Singen und Spielen in jeder Besetzung, rasch auswendig zu lernen, mit Strophen-Brücken (Wolfenbüttel, 1956)

## Overige uitgaven (selectie
- 'Junge Musik – Bewegung im Feuer der Kritik'. In: Junge Musik (1953), blz. 107-111 en 141-148
- 'Wie komponiert man? Streiflicht aus einer Handwerkswoche für Tonsatz im Jugendhof Barsbüttel'. In: Junge Musik (1954), blz. 45-58
- 'Zur Frage der Natur der Tonalität und des auditiven Musikbegriffs'. In: Die Musikforschung 7 (1954), blz. 129-142
- 'Das andere Lied. Ein Beitrag zur Frage des Singens in der Schule'. In: Musik im Unterricht 45 (1954), blz. 303

## Onderscheidingen
- 1952: Schleswig-Holsteinischer Kulturpreis
- 1993: Benoeming tot ere-senator van de Musikhochschule Lübeck
- 2014: Geëerd ter gelegenheid van zijn 100ste verjaardag en zijn 20ste overlijdensdag, door de bibliotheek Sleeswijk-Holstein in Kiel
- 2015: Herdenkingsconcert ter gelegenheid van zijn 100ste verjaardag en zijn 20ste overlijdensdag, met de Hamburg Chamber Players en de sopraan Lisa Schmalz in de bibliotheek van Neumünster